# کلام حق
کلام حق فیلمی به کارگردانی نظام فاطمی و نویسندگی احمد نجیب زاده محصول سال ۱۳۵۶ است.

## داستان
نصرالله پس از بیست و پنج سال از زندان شرارت و دزدی دوری کند ولی در عمل نمی‌تواند و بازهم دست به سرقت می‌زند. یک شب در جریان فرار (از تعقیب پلیس) وارد منزل یک مرد روحانی می شود. حرف‌های مرد روحانی او را به خود می‌آورد و زندگی شرافتمندانه‌ای را در پیش می‌گیرد. آشنایی با زنی به نام بدری سبب می‌شود که او مصمم به تشکیل خانواده و ازدواج شود ولی در این زمان همسر سابق بدری از راه می‌رسد. او که عناد دیرینه‌ای با بدری دارد، بدری را در مظان اتهام بزرگی قرار داده و روانه زندانش می‌کند. نصرالله عهده دار تربیت مریم فرزند بدری می‌شود. بیست سال بعد یکبار دیگر بدری دخترش مریم را می‌بیند. در این زمان نصرالله پیرمردی متین و شریف است.

## بازیگران
- رضا بیک ایمانوردی
- آرام
- جلال پیشواییان
- علی ثابت
- جواد تقدسی
- ملیحه نصیری
- ذبیح‌الله ذبیح‌پور
- عباس مختاری
- مجید
- نسرین مقدم
- حسین قلی بیدگلی
- سیدمحسن وزیری
- اصغر بیچاره
- کریم چهل و یک